# Drnovice (okres Vyškov)
Drnovice (původně se píše Drinovice) jsou obec Jihomoravského kraje ležící v okrese Vyškov asi 2 km západně od Vyškova. Žije zde přibližně 2 400 obyvatel. Nachází se na úpatí Drahanské vysočiny a úrodné Vyškovské brány v nadmořské výšce pohybující se mezi 270–290 m n. m. Nad obcí ční kopec Chocholík s nadmořskou výškou 366 m n. m. a vesnicí protéká potok Drnůvka. Historie obce je úzce spjata s račickým panstvím, ke kterému po dlouhou dobu náležela. Je zde barokizovaný kostel svatého Vavřince, zámek postavený baronem Mundym na konci 19. století a další historické památky.
Dnešní obec je součástí mikroregionu Drahanská vrchovina s rozrůstající se suburbánní zástavbou; v obci je 450 podnikatelských subjektů zaměřených převážně na obchod, stavebnictví a zemědělství. V obci se nachází jedna základní a jedna mateřská škola. Za svůj rozvoj do značné míry vděčí svému mecenáši baronu Janu Mundymu, jenž má pod kostelem sv. Vavřince kryptu. Na přelomu 20. a 21. století patřily Drnovice ke dvěma českým „fotbalovým vesnicím“ (spolu s Blšany), neboť se zde hrála první liga (1. FK Drnovice).

## Historie

### Počátky obce

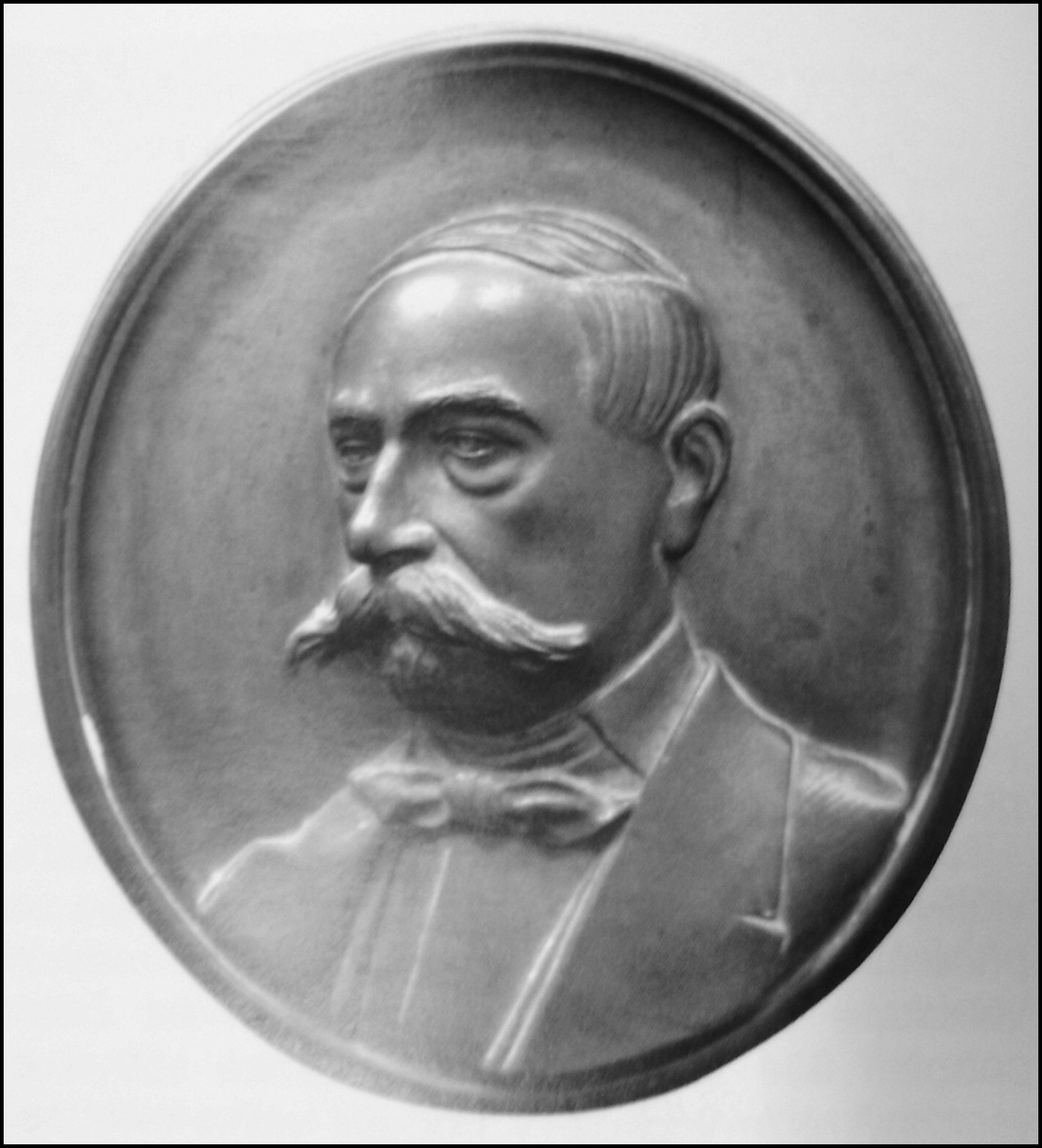
Jan Mundy (1798–1872)

První písemná zmínka o obci pochází z roku 1104, kdy Oldřich kníže brněnský daroval obec benediktinskému klášteru v Třebíči. Roku 1131 patřily Drnovice kostelu sv. Václava v Olomouci.
Na počátku 13. století náležely Drnovice spolu s Račicemi mocnému rodu Hrabišiců. Kojata IV. Hrabišic, syn Hrabišův, v roce 1227 ve své závěti odkázal obě vsi příbuzným Eufemii a Svatochně. Svatochna nebo Eufemie svým sňatkem Drnovice následně patrně přinesla věnem do rukou rodu Švábeniců. V polovině 14. století tu byl markraběcí dvůr. Markrabí Jošt dal Drnovice roku 1379 Damiánu Puklicovi z Cetkovic a roku 1390 mu tato práva odebral a přepsal týž dvůr Petrovi ze Šternberka. Tak se stala ves součástí panství račického. Roku 1419 držel Drnovice zástavou Jan Motyčka z Lilče (dnešní Luleč). Od roku 1346 byla obec Drnovice součástí račického panství s centrem okolo hradu (dnes zámku) Račice. Tehdy byla obec v držení pánů z Lipého. V roce 1350 držel hrad Račice Jindřich, syn Jindřicha z Lipé, který postoupil hrad náhradou synům Čeňka z Pirkštejna.
Do rukou pánů ze Šternberka se panství dostalo okolo roku 1350. Z výroku soudu z roku 1375 musel biskup Albrecht Aleš ze Šternberka odevzdat panství račické s hradem i vsí Račice i Drnovice Petrovi ze Šternberka. Markvart ze Šternberka v roce 1399 račické panství prodal Petrovi z Kravař a Plumlova, jehož purkrabím byl v roce 1409 jistý Vítek z Ojnic. Po jeho smrti zdědil račické panství jeho syn Jindřich z Kravař a Plumlova, který padl v roce 1420 v bitvě pod Vyšehradem. Panství zdědil jeho bratranec Petr z Kravař a Strážnice, který stranil husitům, a proto roku 1422 vojsko olomouckého biskupa Jana XII. Železného dobylo račický hrad.

### Novověk
Poté na čas drželi a patrně násilím uchvátili Drnovice a Račice i s hradem Petr z Konice a Vok V. z Holštejna. Posléze nabyl zpět panství Petrův syn Jiří z Kravař a Strážnice. Po jeho smrti roku 1466 Ježkovice dostala jeho dcera Kunka z Kravař. Jejím manželem byl Václav z Boskovic, který zemřel již roku 1482 a tak Kunka roku 1510 odkázala račické panství svému synovi Ladislavovi z Boskovic. Ten zemřel již o deset let později a panství zdědil jeho syn Kryštof z Boskovic. Ten pak své majetky rozprodával a račické panství přenechal Jakobu Šarovcovi ze Šarova a posléze ho získal Janu Černohorskému. Během uherských válek na konci roku 1468 obsadilo račický hrad vojsko Matyáše Korvína. Janův syn Jetřich Dobeš Černohorský z Boskovic prodal roku 1563 Drnovice i Račice Janu Jetřichovi z Boskovic. Poté panství získal jako dědictví Janův bratranec Albrecht Černohorský z Boskovic. Roku 1568 se díky Zuzaně Černohorské dostalo račické a drnovické zboží do rukou Haugviců z Boskovic. Dalším majitelem se stal Bernard Petřvaldský z Petřvaldu, jemuž Račice i Drnovice přenechali bratři Haugvicové Hanuš a Jáchym.
Bernardův synovec Hanuš nechal panství zvelebit a provedl rozsáhlé úpravy zámku Račice. Hanuše na zámku připomíná pamětní deska s jeho životopisem. Hanuš se zúčastnil stavovského povstání proti Habsburkům a po prohrané bitvě na Bílé hoře byli vůdcové povstání zatčeni a krutě potrestáni. Hanuši Petřvaldskému z Petřvaldu byl veškerý jeho majetek zkonfiskován a on sám zemřel ve vězení na Špilberku. V roce 1629 se v obci zdržovali evangelíci, kteří byli pro svou víru nuceni uprchnout z Čech. V roce 1631 byl majitelem Drnovic Šimon Kratzer. V roce 1670 se Drnovice dostaly do držení rodu Braidů. Tento neapolský rod vlastnil Račice i Drnovice po dlouhých 130 let (1670–1800). Jejich erb je stále patrný nad vchodem do drnovického kostela, kde je také rodinná hrobka Braidů.

### Industrializace
Roku 1789 koupil celé panství otec barona Jana von Mundyho, Vilém Mundy. V Roce 1832 zemřelo v Drnovicích 82 lidí na choleru a 20. prosince 1863 byl v Drnovicích velký požár a o rok později se staly Drnovice nezávislé na račickém panství. Když ve Vídni zemřel baron Jan von Mundy roku 1872, zdědil Drnovice jeho nejmladší syn profesor MUDr. Jaromír von Mundy. Z jeho pověření se stává místodržitelem Josef Potinga. Pozemky pak byly ponechány v nájmu a správě drnovického cukrovaru a zámek byl pronajat zemskému výboru. Ten na zámku zřídil chudobinec pro 80 mentálně postižených žen. Správa byla svěřena sestrám III. řádu sv. Františka, které o svěřence pečovaly. Přilehlá konírna byla přebudována na kapli zasvěcenou sv. Alžbětě, která sloužila i pro veřejnost. 1. července 1947 byl ústav zrušen a zámek připadl obci Drnovice. Postupně byla provedena rekonstrukce budovy, kaple přestavěna na kinosál, zahrada přebudována na hřiště a v jedné z budov zřízena mateřská školka.

### Současnost
Dnešní obec je součástí mikroregionu Drahanská vrchovina s rozrůstající se urbanistickou zástavbou, v obci je 450 podnikatelských subjektů zaměřených převážně na obchod, stavebnictví a zemědělství. V obci se nachází jedna základní a jedna mateřská škola. V roce 2007 byla zpracována krajinářská studie, jež má za cíl úpravu krajiny, možnost rekreačního
využití a částečně i protipovodňová opatření v okolí Drnovic. Součástí tohoto záměru je také naučná stezka, která povede touto lokalitou až na kopec Chocholík.

## Přírodní poměry

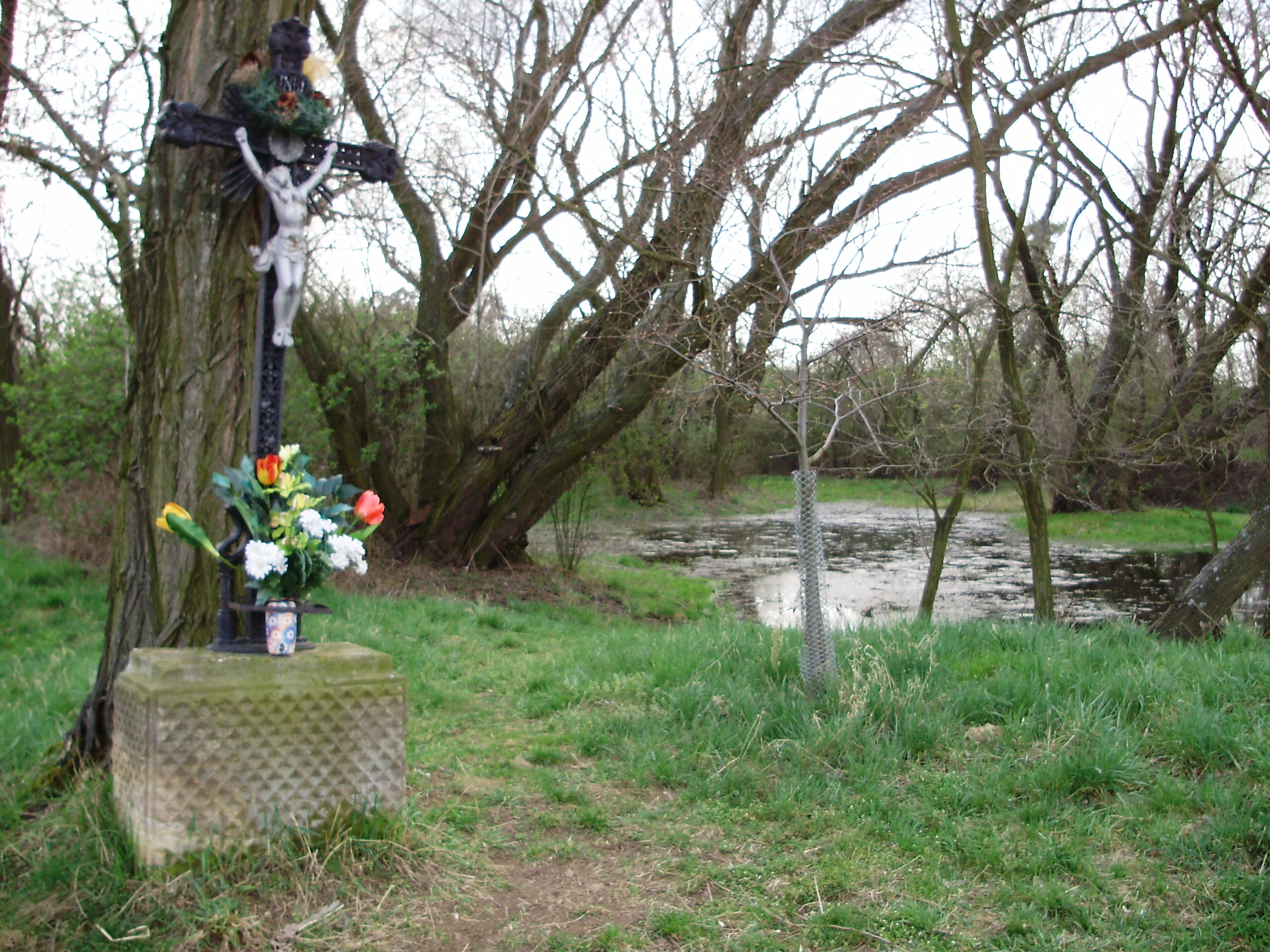
Drnovický mokřad Žumpy

V prehistorických dobách nejdříve Český masiv oddělilo geologické vrásnění od Karpat. Vzniklo tak údolí, které následně bylo zalito mořem. A když se vodní plocha proměnila v rozsáhlou úžlabinu, tehdy pravděpodobně vznikl kopec tvořícího výraznou dominantu krajiny, jenž byl pojmenován Chocholík. Na jeho vrcholu byla roku 2010 vybudována rozhledna, ze které je vidět celá obec, blízké město Vyškov a vzdálené vesnice. Východní horizont uzavírají Hostýnské vrchy a za dobrého počasí jsou vidět i Beskydy. Nejvyšším bodem drnovického katastru je kóta Rozepře s nadmořskou výškou 448,3 m4.

### Vodstvo a podnebí
Obec leží na úpatí Drahanské vrchoviny a úrodné nížiny Vyškovské brány v nadmořské výšce pohybující se mezi 270–290 m n. m. Vesnicí protéká potok Drnůvka, jenž pramení v lese nad obcí Ježkovice.
Podnebí patří jak v okolí Drnovic, tak i na celém Vyškovsku klimatologicky do oblasti Českomoravské vrchoviny. Projevuje se zde blízkost Drahanské vysočiny s pravidelnými a častými větry přinášejícími čerstvý vzduch z lesů Drahanské vysočiny. Nejčastěji zde vanou západní a severní větry, významný je i podíl větrů východních a jihovýchodních s průměrnou rychlostí 3 m/s.
Dlouhodobý roční průměr teplot (pro období 1937–1948) činí 8,1 °C, nejnižší naměřená teplota vzduchu byla -29,5 °C (leden 1942) a nejvyšší 35 °C (červen 1947). Dlouhodobý průměrný úhrn srážek na rok činí 550,6 mm, přičemž většina z nich spadne v létě.

## Obyvatelstvo

### Složení obyvatel
Drnovice jsou obcí ležící na úpatí Drahanské vrchoviny, jež v roce 1930 měla 2101 obyvatel s většinou české národnosti. O třicet let později v roce 1960 stoupl počet obyvatel na 2157 osob, 1069 mužů a 1088 žen. Podle sčítání lidu, domů a bytů z roku 2001 zde žilo 2186 obyvatel, z toho 1071 mužů a 1115 žen. Národnostní složení obyvatel města je poměrně homogenní – 1712 obyvatel se hlásí k národnosti české, 424 k národnosti moravské, 25 k národnosti slovenské a 4 k národnosti vietnamské.

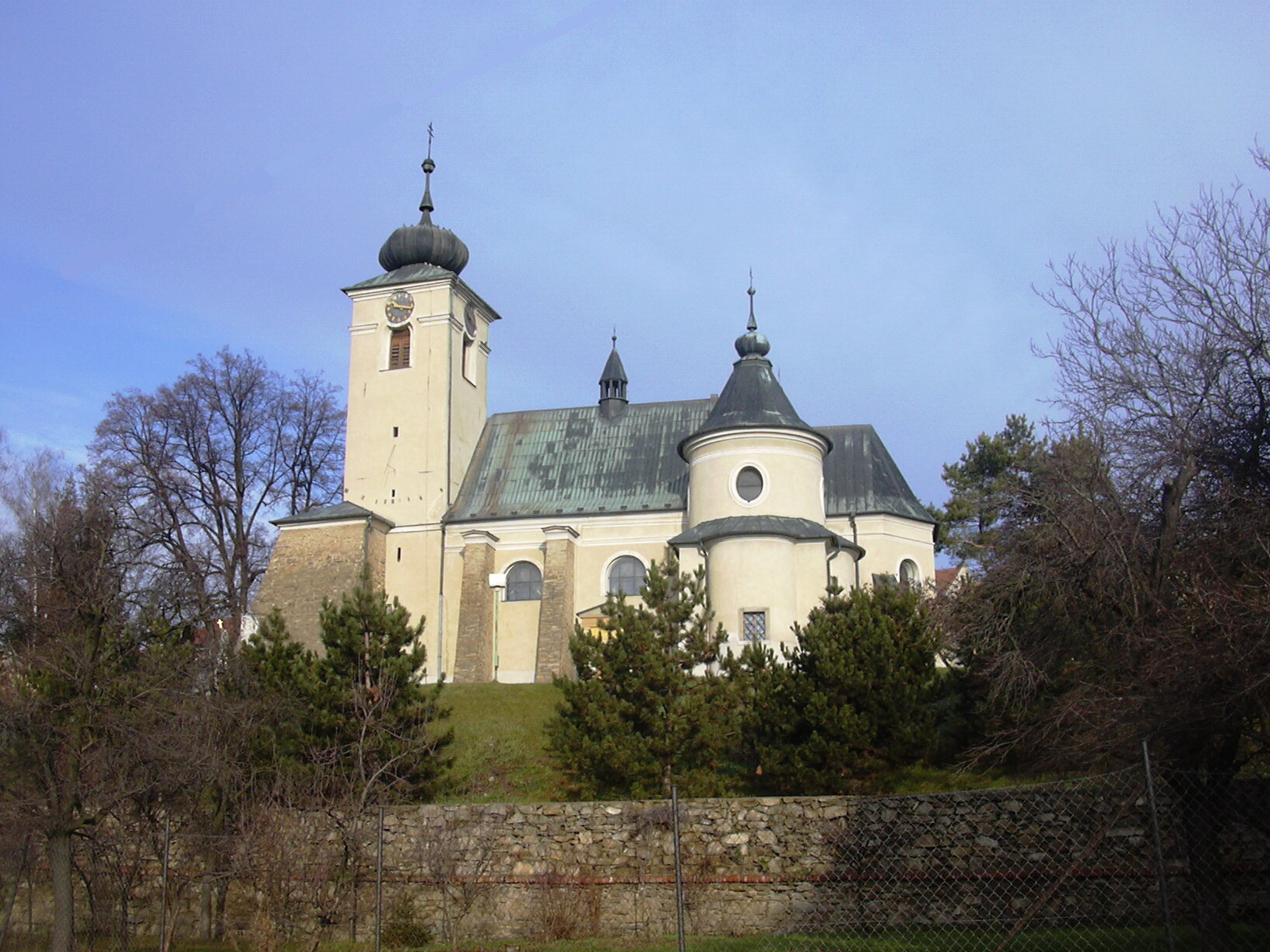
Farní kostel svatého Vavřince

Věková struktura obyvatel obce Drnovice roku 2011

Vývoj počtu obyvatel za celou obec i za jeho jednotlivé části uvádí tabulka níže, ve které se zobrazuje i příslušnost jednotlivých částí k obci či následné odtržení.
| Místní části   | Místní části  | 1869 | 1880 | 1890 | 1900 | 1910 | 1921 | 1930 | 1950 | 1961 | 1970 | 1980 | 1991 | 2001 | 2011 |
| -------------- | ------------- | ---- | ---- | ---- | ---- | ---- | ---- | ---- | ---- | ---- | ---- | ---- | ---- | ---- | ---- |
| Počet obyvatel | část Drnovice | 1256 | 1399 | 1474 | 1783 | 2062 | 2012 | 2101 | 1857 | 2157 | 2178 | 2299 | 2209 | 2186 | 2321 |
| Počet domů     | část Drnovice | 206  | 233  | 253  | 284  | 314  | 323  | 391  | 459  | 495  | 524  | 596  | 675  | 687  | 748  |

### Náboženský život
Obec Drnovice je sídlem římskokatolické farnosti Drnovice náležící do děkanství slavkovského. Farním kostelem je tedy místní kostel svatého Vavřince. Podle sčítaní lidu, domů a bytů z roku 2001 je v obci 2186 obyvatel, z toho 1101 nevěřících a 165 obyvatel je nezjištěného vyznání. K víře se hlásí 920 obyvatel, z toho 882 k římskokatolické církvi a 6 k československé církvi husitské.

## Obecní správa a politika

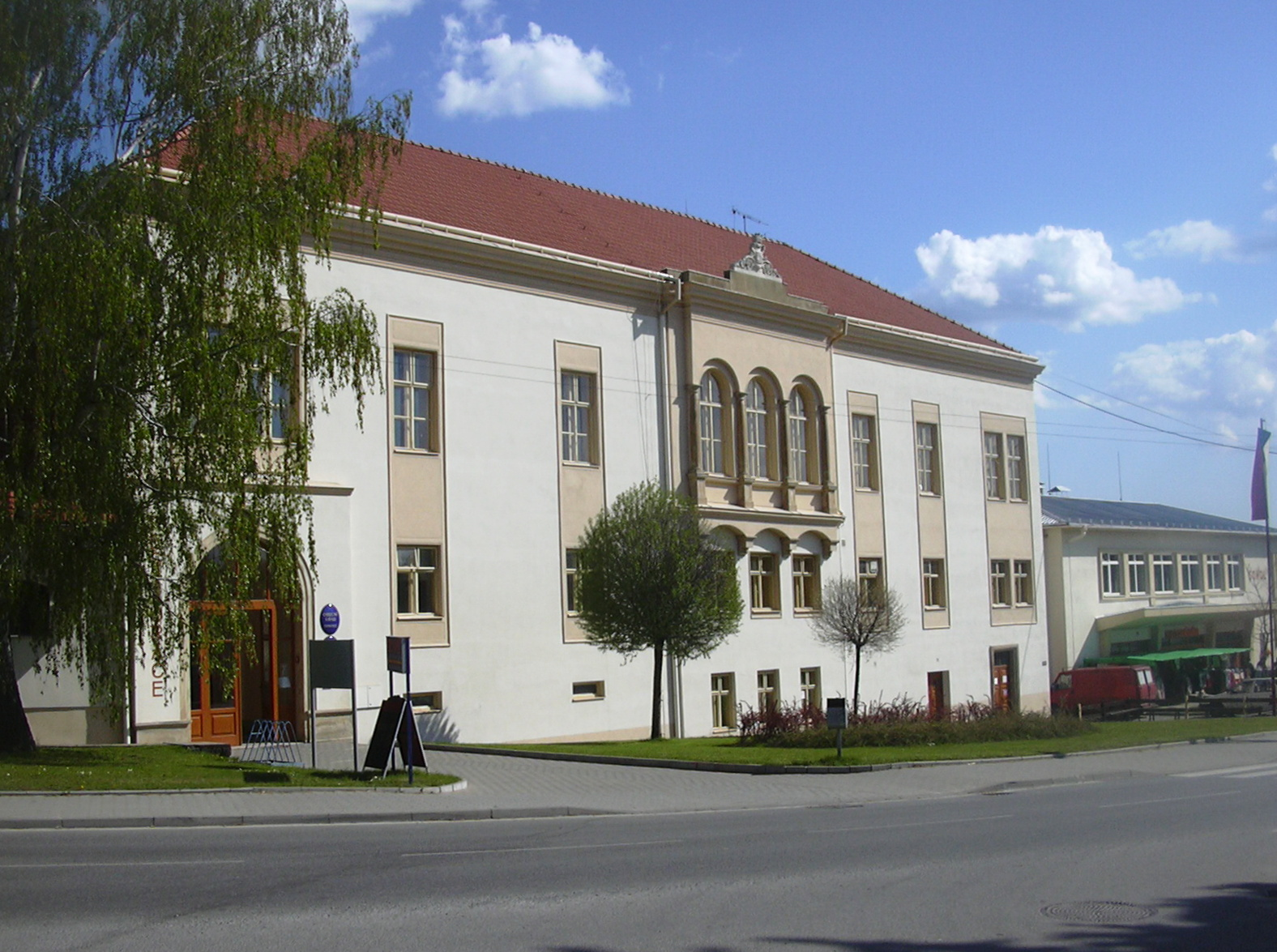
Zámek a zároveň obecní úřad Drnovice

### Zastupitelstvo a starosta
Obec je součástí Jihomoravského kraje a svou polohou náleží k okresu Vyškov. V místních volbách je voleno 15 členů obecního zastupitelstva, kteří poté ze svých řad vybírají pětičlennou obecní radu, která je ze své činnosti odpovědná celému obecnímu zastupitelstvu. Ti pak dále volí ze svého středu jednoho starostu a místostarostu. Při volbách do obecního zastupitelstva na funkční období 2006–2010 ve dnech 20. a 21. října 2006 byla v Drnovicích volební účast 59,89 % s následujícími výsledky (obecní radu později vytvořili zástupci ODS, KDU-ČSL A ČSSD):
| Volby 2006 | Počet hlasů | Počet mandátů |
| ---------- | ----------- | ------------- |
| ODS        | 4 357       | 5             |
| ČSSD       | 4 217       | 4             |
| KDU-ČSL    | 3 357       | 3             |
| KSČM       | 3 239       | 3             |

Ve volebních obdobích 2006–2010 a 2010–2014 byla starostkou Zuzana Hermanová (ODS). Na ustavujícím zasedání zastupitelstva 3. listopadu 2014 byla do této funkce opětovně zvolena, stejně jako místostarosta Jiří Dvořák (ČSSD). Z patnácti možných mandátů tři získalo zcela nové sdružení Pro Drnovice v čele s Pavlem Klvačem, který získal post i v radě. Ostatní mandáty připadly podle výsledku voleb občanským demokratům, sociálním demokratům, lidovcům, nezávislým kandidátům Za obec krásnější ANO a komunistům.

### Vlajka a znak
Obecní znak a prapor byl Drnovicím udělen usnesením poslanecké sněmovny dne 12. září 1996. Obecní symboly popisuje vyhláška takto: „Obecní znak vychází z historie obce Drnovice. Jednou ze tří součástí znaku je zlatá odstředivá střela letící do čtyř světových stran, převzatá ze znaku rodu Švábeniců. Druhým znakem je zlatý vinný hrozen připomínající pěstování vinné révy a posledním znakem je zelená palmová ratolest, jenž je atributem sv. Vavřince, patrona místního kostela. Modrá polovina podkladu je odvozena ze symboliky prvních majitelů obce a zároveň vodního prameniště potoka Drnůvky a zlatá polovina symbolizuje úrodný kraj Haná.“

## Společnost a kultura

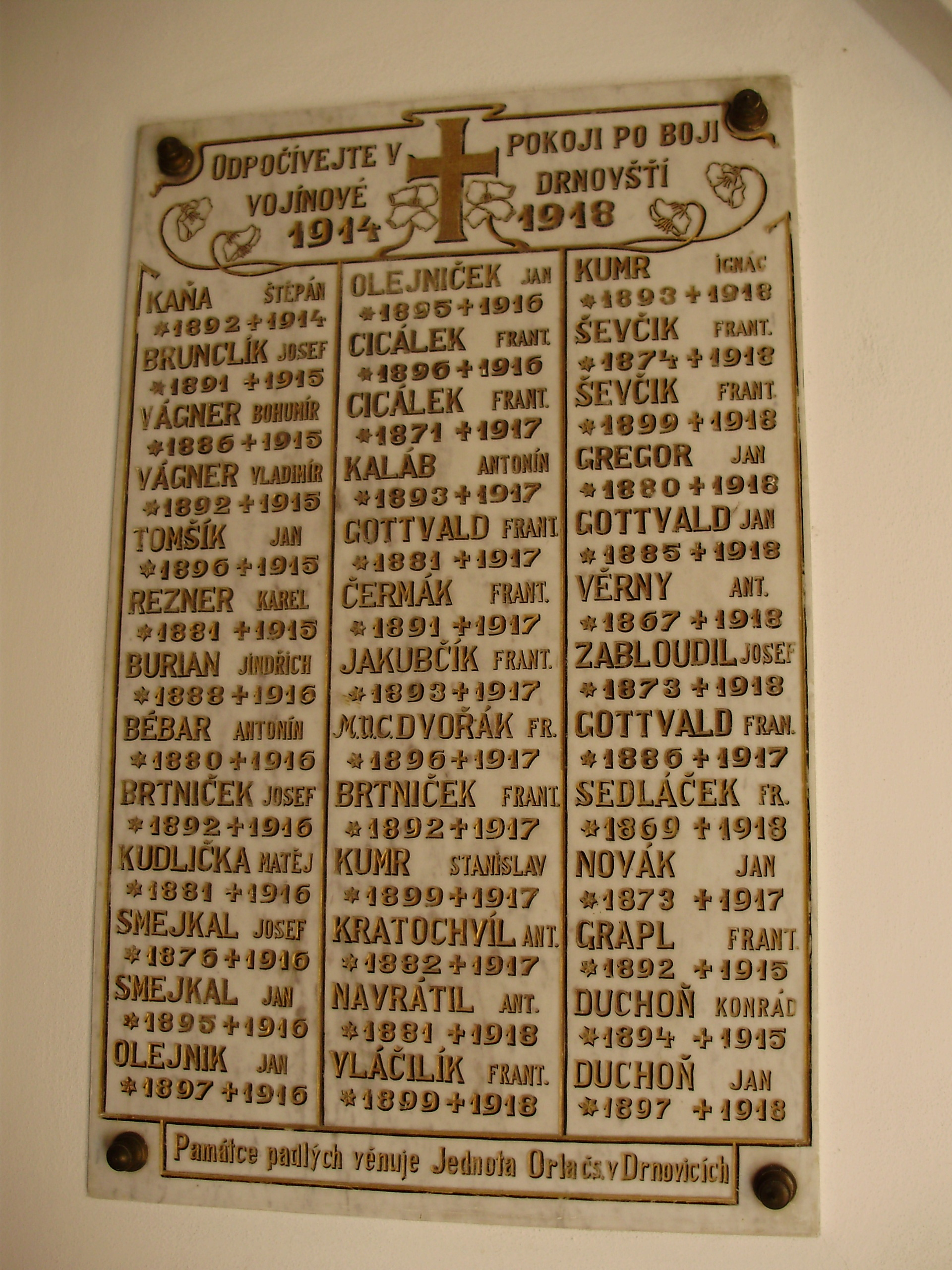
Pamětní deska věnovaná památce padlých v první světové válce

První záznam o zřízení školy v Drnovicích je z roku 1691. Nová škola, vzniklá v roce 1846, byla původně jednotřídní, od roku 1873 dvojtřídní a v roce 1893 se stala trojtřídní. Měšťanská škola byla v obci otevřena v roce 1921 pro čtyři blízké obce a první mateřská škola vznikla v roce 1946.
Dnes je v Drnovicích jedna základní škola (na Návsi) a jedna mateřská škola. Zřizovatelem základní školy je obec Drnovice. Škola je zaměřena na rozvoj zdravého životního stylu a zdravého prostředí a na práci s počítači. Její kapacita je 250 žáků. V areálu školy se nachází hřiště s umělým povrchem, pískoviště pro petangue a travnaté prostory pro odpočinek.
Obec Drnovice je též spojena s narozením řady slavných osobností. K nejznámějším patří hudebník Theodor Žalud, baron Jan Mundy či Alexander Rossenfeld, rakouský židovský spisovatel.

## Sport

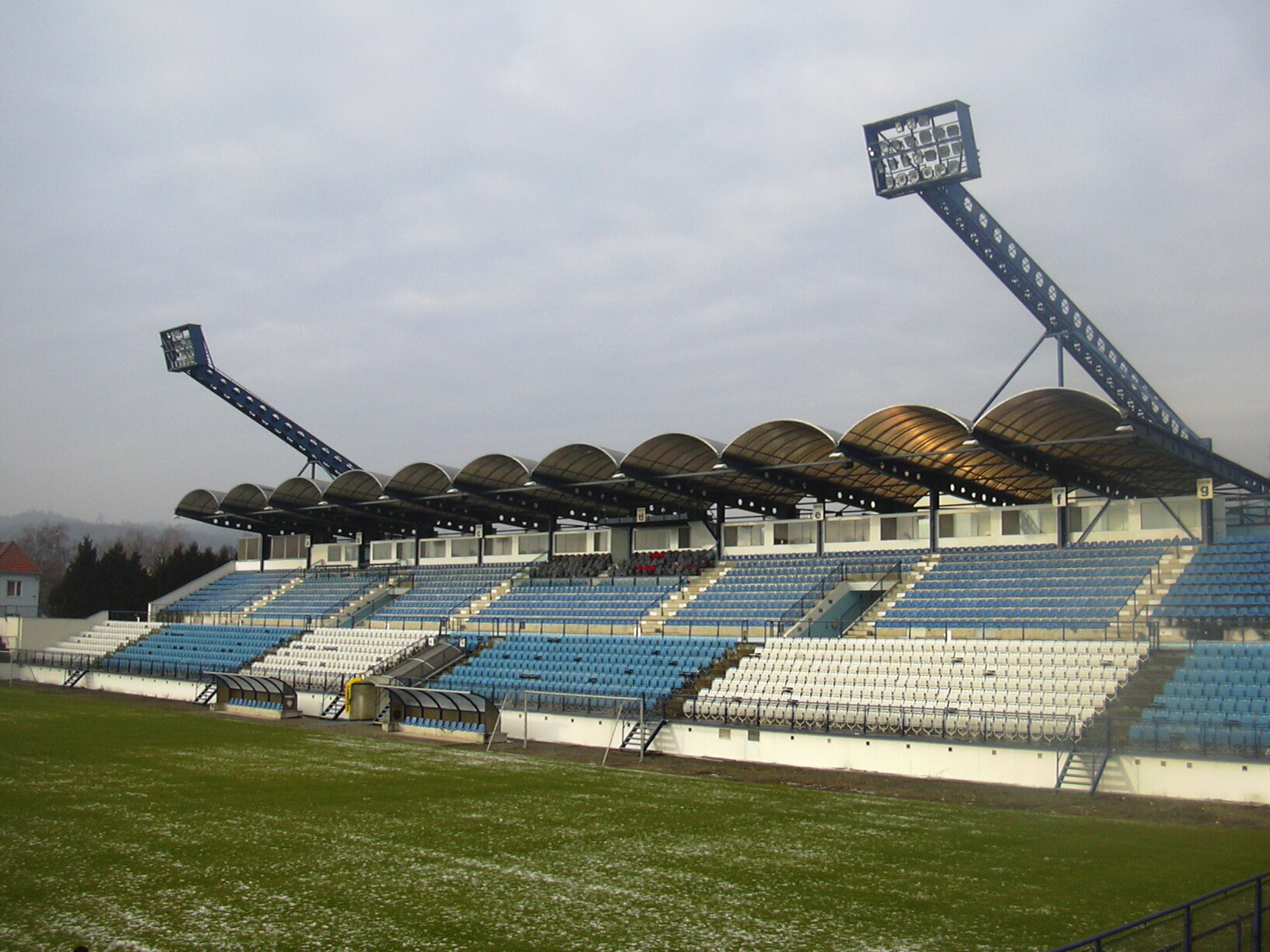
Stadion FK Drnovice

Pro sportovní aktivity lze v Drnovicích využít zařízení sokolovny TJ Sokol (založena roku 1908). O 100 let později v roce 2008 je Sokol v Drnovicích součástí župy Dr. Bukovského a má 174 členů a dva sportovní oddíly – (oddíl stolního tenisu a volejbalu). Dále je v obci velký sportovní areál okolo bývalého prvoligového stadionu FK Drnovice.
Obec také pořádá regionální sportovní akce. Tradici zde má i požární sport v zastoupení SDH Drnovice (založený roku 1893), jenž každoročně pořádá tradiční soutěž v požárním útoku O pohár obce Drnovice a pro mladé hasiče soutěž v uzlování. Dále sbor pořádá sběr železného odpadu, hasičský bál, Svatofloriánské hody. Zásahová jednotka má 40 členů a je zařazena do kategorie JPO III/2. Jednotka je vybavena technikou Cas 20 Tatra 815, Cas 32 Tatra 815, Da Iveco Daily 10 L1Z, TA Volkswagen Transporter T5.

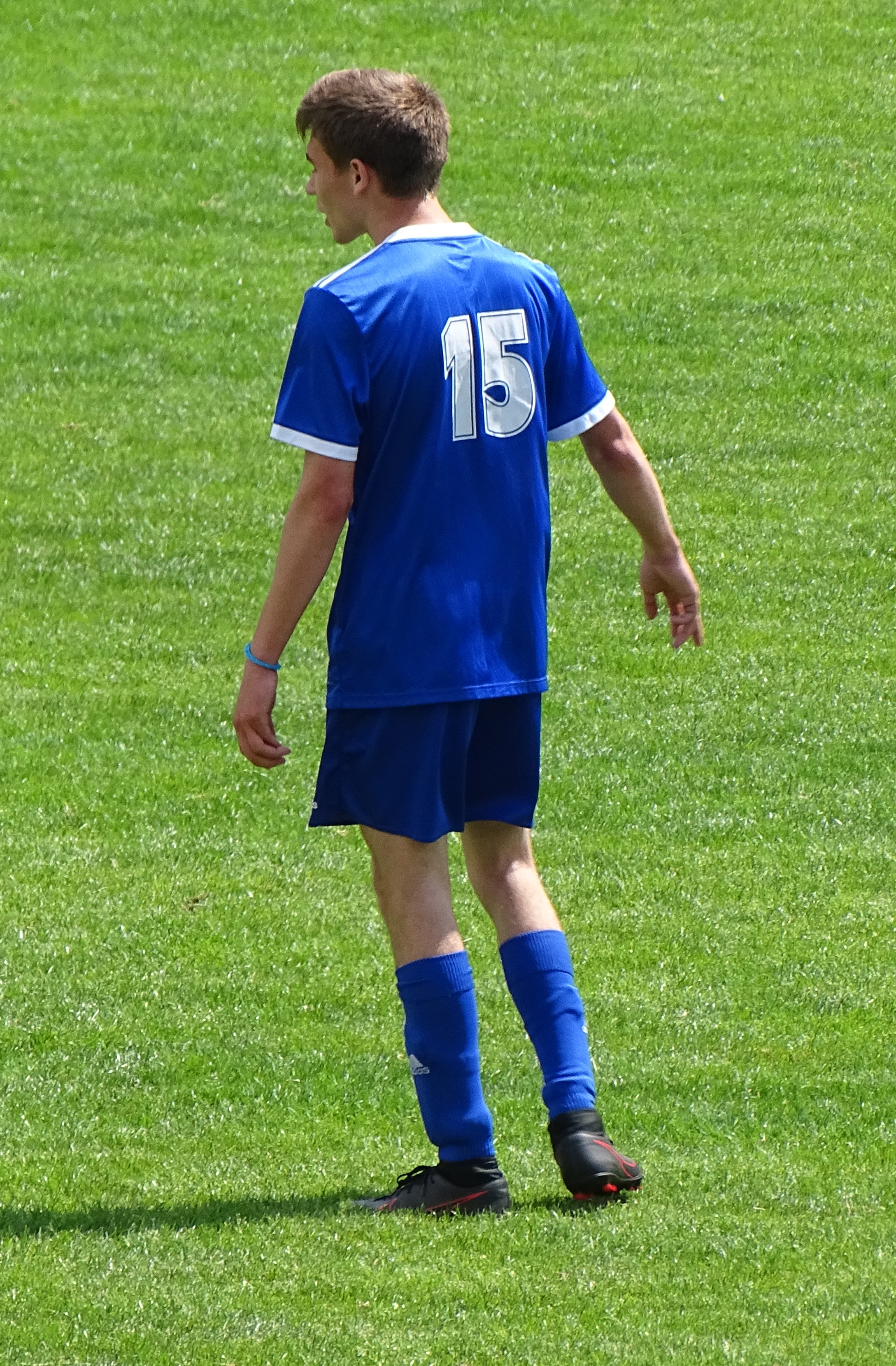
Dorostenec v drnovickém dresu

V obci funguje futsalový klub TJ Sport Drnovice a také fotbalový klub FK Drnovice, který je nástupcem zaniklého prvoligového klubu 1. FK Drnovice. Ten strávil deset sezón v nejvyšší domácí fotbalové soutěži (1993-2002, 2004/05). V době prvního postupu do české nejvyšší fotbalové soutěže byly Drnovice nejmenší obcí (a jedinou vesnicí), která se jí účastnila, o rok později je předčily ještě menší Blšany (které tehdy také ještě nebyly městem). 1. FK Drnovice odehrávaly své domácí zápasy ve Sportovním areálu Drnovice s kapacitou 6616 diváků (to je téměř trojnásobek počtu obyvatel města), který k pohárovým utkáním využívá i současný klub. Od roku 2021 drnovický stadion využívá druholigový MFK Vyškov.
Drnovice vybojovaly ve své slavné éře ligový bronz (1999/00). Díky tomu si v následujícím ročníku zahrály Pohár UEFA. V předkole vyřadily bosenský klub FK Budućnost Banovići a vypadly v 1. kole se slavným německým klubem TSV 1860 München (s mistrem světa a Evropy Thomasem Häßlerem v sestavě), s nímž ale sehrály dvě vyrovnaná utkání – doma remizovaly 0:0, v Mnichově prohrály těsně 0:1. Dvakrát Drnovice též hrály finále českého poháru (1996, 1998). Jejich dres tehdy oblékal například Radek Drulák, který v něm nastřílel 50 ligových branek a získal jako hráč Drnovic dvakrát korunu krále ligových střelců. To se podařilo i dalšímu drnovickému útočníkovi, Vítězslavu Tůmovi. Drulák v dobách svého drnovického působení rovněž pravidelně nastupoval za národní tým. Avšak nebyl jediným reprezentantem, který za Drnovice hrál. K dalším patřili Martin Vaniak, Tomáš Poštulka, Ivo Staš, Jaroslav Šilhavý, Vladimír Weiss, Jaroslav Timko, Edvard Lasota, Luboš Kubík, Jozef Majoroš, Miroslav Holeňák, Radomír Chýlek, Erich Brabec, Vladimír Kinder, Miroslav Kadlec, Zdeněk Grygera nebo Tomáš Zápotočný. Nejvíce ligových startů za drnovický klub si připsal útočník Jozef Weber. Na lavičce klubu usedl i trenér Karel Brückner (1994–1995), který později přivedl českou reprezentaci k bronzu na mistrovství Evropy. 1. FK Drnovice postihl první ekonomický krach přímo uprostřed poslední ligové sezóny. Právě kvůli němu musel ligu opustit. Další krach v dalším roce už vedl k úplnému zániku klubu. Nový navazující klub začal svou činnost v sezóně 2007/08 a byl přihlášen do IV. třídy okresní soutěže.

## Doprava, průmysl a zemědělství
Před založením zemědělského družstva bylo v obci 52 zemědělských usedlostí, které měly rozlohu nad 2 ha. V roce 1947 zde bylo založeno strojní zemědělské družstvo, které se po třech letech přetvořilo na Jednotné zemědělské družstvo. Toto JZD mělo po deseti letech působení již 511 hektarů půdy k obhospodařování.
V minulém století byly Drnovice převážně zemědělsko-řemeslnickou obcí s větším procentem zedníků než ostatní obce regionu. Za první republiky byl v obci mlýn a za obcí pískový lom. K roku 1934 se tu uvádí okolo 30 řemeslníků a 14 obchodních živností. Z nejznámějších lze zmínit Jednotu, obchodní dům Družbu, pekařství nebo kamenosochařskou provozovnu.
Dopravní obslužnost v obci je zajišťována silniční autobusovou dopravou. Autobusy jezdí ve směrech na Rousínov, Senetářov, Vyškov, Adamov a do Křtin.

## Pamětihodnosti

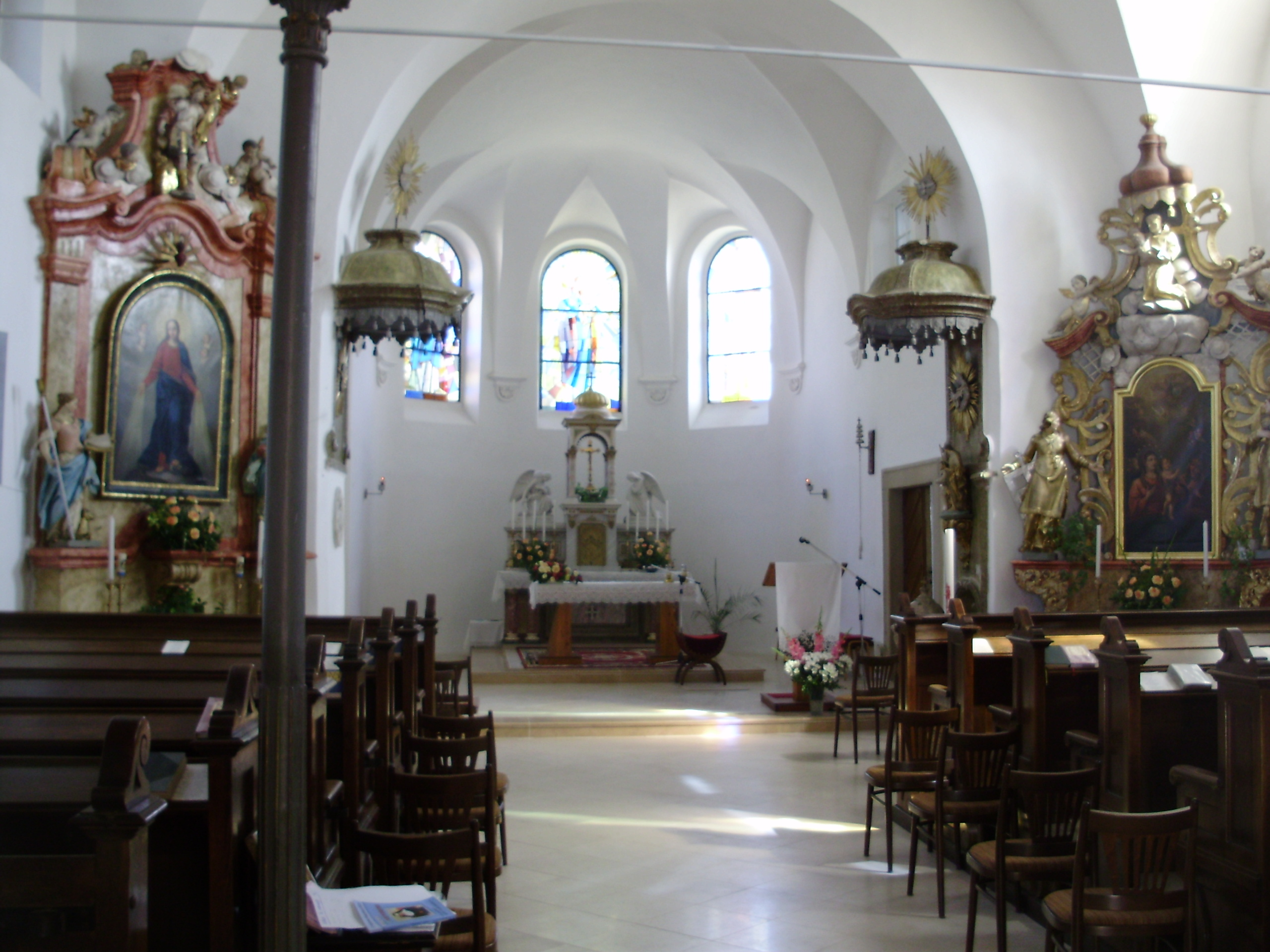
Interiér kostela svatého Vavřince

V centru obce lze najít drnovický zámek, který nechal v letech 1866–1869 postavit baron Mundy. V letech 1899–1947 byl v prostorách zřízen chorobinec. Dnes je budova sídlem Obecního úřadu a restaurace. Obci dominuje kostel svatého Vavřince, stojí na místě původního kostela ve svahu nad zámkem, který zde stál, již od počátku 15. století. Tento původní kostel byl po požáru roku 1652 stržen. Poté zde občané nechali postavit nový kostel svatého Vavřince. Roku 1847 hrozilo zřícení kostelní věže, proto byla podepřena pilíři. V hrobce pod kostelem jsou uloženy ostatky barona Jana Viléma Mudyho. Fara je poprvé připomínána roku 1580 tehdy byla luteránská od roku 1630 tu je již katolický farář. V Drnovicích stojí boží muka jedny na cestě do Vyškova z poloviny 19. století a druhé u silnice do Ježkovic. Dřevěný kříž stojí u silnice do Ježkovic. U kostela stojí socha svatého Floriána datovaná k roku 1755 a socha svatého Jana Nepomuckého z roku 1738. Poblíž Drnovic se rozkládá drnovický mokřad zvaný Žumpy, dnešní přírodní památka.

## Region

### Rekreace a turistický ruch
Zvlněná krajina regionu Drahanská vrchovina, jejíž nadmořská výška se pohybuje v intervalu 300–500 m n. m., skýtá dobré podmínky pro pěší turistiku i cykloturistiku. Přes obec prochází zelená turistická značka z Vyškova do Ruprechtova a žlutá turistická značka vedoucí do oblasti Moravského krasu a opačným směrem k okresnímu městu Vyškov. Obec též protíná cyklostezka Srdcem jižní Moravy číslo 5071 z Blanska do Vyškova.

### Mikroregion Drahanská vrchovina
Svazek obcí mikroregionu Drahanská vrchovina byl zaregistrován v roce 2000 a od roku 2003 jej tvoří celkem 12 obcí: Drnovice, Habrovany, Ježkovice, Krásensko, Luleč, Nemojany, Nové Sady, Olšany, Podomí, Račice-Pístovice, Ruprechtov a Studnice. Předmětem činnosti tohoto svazku obcí je vzájemná pomoc při řešení samosprávných, kulturních, environmentálních i hospodářských problémů a získávání finančních prostředků na podporu cestovního ruchu a projektů v regionu.
Sídlem svazku obcí byl ustanoven Obecní úřad v Lulči. Nejvyšším orgánem svazku obcí je valná hromada, kterou tvoří statutární zástupci obcí svazku. Svazek obcí Drahanská vrchovina vstoupil dne 22. června 2006 do Národní sítě zdravých měst.